# Trybunał Konstytucyjny (Węgry)
Trybunał Konstytucyjny (węg. Alkotmánybíróság) – sąd konstytucyjny na Węgrzech. W skład trybunału wchodzi 15 sędziów, spośród których wybierany jest przewodniczący oraz jeden lub dwóch jego zastępców. Jest głównym organem państwa kontrolującym zgodność prawa węgierskiego z konstytucją Węgier (Magyarország Alaptörvénye) oraz chroniący zapewnione w niej prawa fundamentalne. Od 2010 kompetencja Trybunału do kontroli konstytucyjności jest poważnie ograniczona, co stawia go w innej pozycji niż sądy konstytucyjne Europy Zachodniej. 

## Utworzenie
W styczniu 1989 Zgromadzenie Narodowe przegłosowało rezolucję w sprawie utworzenia sądu konstytucyjnego. Miała to być instytucja posiadająca autorytet potrzebny przy demokratyzacji państwa i jego prawa, a także ustroju politycznego na Węgrzech. Oficjalna inauguracja sądu miała miejsce 16 października 1989, natomiast pracę rozpoczął on od 1 stycznia 1990.

## Członkowie
Zgodnie z węgierską konstytucją, członków Trybunału wybiera węgierski parlament. Oprócz tego każda partia polityczna mająca swojego reprezentanta w parlamencie ma prawo do zaproponowania swojego kandydata na urząd sędziego. Kandydat wybrany przez partie musi uzyskać większość parlamentarną wynoszącą 2/3 wszystkich głosów. Dodatkowo Zgromadzenie Narodowe większością 2/3 wszystkich głosów wybiera przewodniczącego Trybunału Konstytucyjnego. Prawo węgierskie dopuszcza kandydaturę sędziów, którzy mają minimum 20 lat doświadczenia w zawodzie prawniczym oraz posiadają wybitną wiedzę w zakresie prawa. Kadencja sędziego trwa 12 lat, po tym czasie sędzia może się ubiegać o tylko jedną reelekcję. Wraz z ukończeniem 70 lat przez sędziego nie może on dalej wykonywać pracy sędziego, tracąc tym samym członkostwo w Trybunale. Dodatkowo, sędziowie węgierskiego Trybunału Konstytucyjnego nie mogą być członkami partii politycznych i nie mogą prowadzić działalności politycznej.
W 2014 sędziami Trybunału byli:
- Elemér Balogh (ur. 1958)
- István Balsai (ur. 1947)
- Egon Dienes-Oehm (ur. 1945)
- Imre Juhász (ur. 1963)
- László Kiss (ur. 1951)
- Barnabás Lenkovics (ur. 1950)
- Miklós Lévay (ur. 1954)
- Péter Paczolay (ur. 1956) – przewodniczący
- Béla Pokol (ur. 1950)
- László Salamon (ur. 1947)
- István Stumpf (ur. 1957)
- Tamás Sulyok (ur. 1956)
- Péter Szalay (ur. 1960)
- Mária Szívós (ur. 1949)
- András Zs. Varga (ur. 1968).

## Zmiany w pozycji prawnej po 2010
W 2010 większość parlamentarna kierowana przez Viktora Orbána wyłączyła spod jurysdykcji Trybunału ustawy okołobudżetowe i podatkowe. Zmieniono tryb wyboru sędziów TK, odchodząc od zasady, że są oni wybierani konsensualnie przez wszystkie ugrupowania parlamentarne. Zwiększono liczbę sędziów z 11 do 15, wydłużono ich kadencję z 9 do 12 lat i wprowadzono prawo ich reelekcji. Nowa Konstytucja Węgier z 2011 usankcjonowała te rozwiązania, co spotkało się z protestami wyrażanymi podczas manifestacji na ulicach Budapesztu gromadzących wiele tysięcy osób. Przyjęte rozwiązania krytykują uczeni i politycy dystansujący się od rządów Orbána. Do 2016 głosami kierowanej przez Orbána partii Fidesz wybrano 11 spośród 15 zasiadających obecnie w Trybunale sędziów.